# Цензура у медијима
Цензура у медијима представља институционални механизам забране јавно употребљене писане или изговорене ријечи или слике због опасности по власт, друштвени или морални поредак.
Комуниколози и медиолози често под појмом журналистичка цензура и цензурисање подразумијевају и 4 врсте активности:
- Оцјењивање садржаја, прегледање, критичко испитивање
- Званичан претходни преглед ствари за објављивање ради одобрења или забране штампања или пуштања у јавност (књиге, позоришне представе, часописи, радио и ТВ садржаји..)
- Институција (обично државна) која овај посао обавља
- Оцјена цензурисања[1]

## Термин / Дефиниција
Ријеч цензура потиче из латинског језика од глагола „censere“ што значи процијенити или оцијенити. Термин медијска цензура почиње да се употребљава у 17. вијеку и тада се односио на институционално право цензора, прописано од стране саме државе да контролише, забрањује или дозвољава објављивање писане новинске ријечи.

## Подврсте
Теоретичари медија цензуру најчешће дијеле у два типа:
- Превентивна цензура
- Суспензивна цензура

Превентивна цензура се односи на прегледање новинарског материјала (текстови, аудио или видео снимци, фотографије) прије објављивања или емитовања садржаја. Суспензивна цензура представља реаговање цензора или цензорских центара политичке моћи и стављање аутора садржаја под удар закона и притисака због објављеног материјала.
У теоријама новинарства присутна је и „Agenda Settings“ као посебан облик цензорског притиска на новинаре. У овом случају се новинар усмјерава да прати неке друге, мање битне догађаје како не би остало простора и времена за писање о ономе догађају који је вјероватно од већег јавног интереса и важности, али његово преношење и праћење не одговара појединцима или групама које врше ову врсту цензуре.

## Историјат
Институција цензуре много је старија од штампаног новинарства, па се обично везује за период рукописне културе. У Атини, гдје су књиге и бесједе биле веома цијењене, издваја се трагични прогон Протагоре 141. године п. н. е., када је изјавио да „не зна има ли богова заиста или их нема“. Све књиге су му одлуком судија Аеропага спаљене, па се може рећи да је „клевета“ и у античким временима строго кажњавана. По суровосту је познат примјер када је кинески цар Си Хуанг Тиа у обрачуну са идејама политичке филозофије Конфучија (551 – 479. година п.н.е) спалио све његове књиге док је око 400 сљедбеника који су пропагирали ново учење жива закопана. Грчки филозоф Протагора је у 5. вијеку п. н. е.због „увреде богова“ послат у изгнанства, док су му књиге јавно спањене. У Августово вријеме, нешто прије 8. године п. н. е. по налогу Сената спаљене су књиге Тита Лабијена који је важио за одличног говорника. Међутим, први облици забрана нису праћени великом реакцијом јавности јер је мали број појединаца био погођен посљедицама.
Прву цензуру књижевних дјела увели су црквени концили у 4. вијеку у настојању да спријече ширење списа који нису по вољи цркви. Ради елиминисања непожењних ставова, мишљења и идеја, Папа Иноћентије  уводи инквизицију као посебан облик цензуре, који се заснива на физичком уништењу противника и спаљивању њихових дјела. Пракса забране списа штетних по вјеру и тадашње схватање морала настављена је и у средњем вијеку. Прва позната уредба која се односила на „лажно ширење вијести“ динијета је у Енглеској 1275. године. Наравно, ова уредба није се односила на штапму и новинаре, јер ових није ни било, већ на људе који усмено шире вијести, а такође и на ауторе писаних листова(пасквила).
Са појавом штампаних књига, цензура је постала још оштрија. Године 1487. папа Вићентије  издао је повељу којом уводи превентивну цензуру свих штампаних публикација, а контролу су спроводили бискупи. Након открића штампарске пресе долази до додатног пооштравања црквене цензуре, а надзор је најпрецизинје формулисао папа Лав Х 1515. године када је у својој були наредио бискупима и инквизиторима да књиге прегледају прије штампе како би спријечили да јеретичке књиге дођу до штампе. Центар цензуре за вријеме владавине Хенрија VII, центар сензуре се из Рима сели у Лондон, који постаје средиште гушења слободних мисли. Црква је забрањивала све штампане објаве које се нису слагале са њеним догмама и ставовима док је свјетовна власт гушила сваку критику на рачун сопственог рада. Према повељи из 1572. године коју је издао папа Пије V за ширење нецензурисане штампе могла се изрећи чак и смртна казна. Публикације које нису прошле цензорску дозволу, најчешће су спаљиване или забрањиване. У Бастиљи, између 1600. и 1700. године било је затворено преко 800 новинара, писаца, штампара и трговаца штампом.
И свјетовне власти су уводиле разне видове контроле и забране штампе. У Њемачкој је 1524. године уведена обавеза да сваки власник штампарије мора да прибави одобрење власти. Краљ Франсоа I наредио је 1534. да се униште све штампарије које нису биле под строгом службеном контролом. У Енглеској је постојала посебна установа тзв. Звјездана соба која је имала задатак да контролише штампарију у цензурише штампу. Тадашњи краљ Чарлс I био је жестоки присталица апсолутне монархије и бранилац црквених права, па уводи ригорозне мјере, укључујући забрану издавања свих врста листова и публикација, као и објављивања вијести из иностранства. Након свргавања и бруталног убиства краља Чарлса успостављена је војна диктатура, а на власт долази земљопосједник Оливер Кромвел. Његов диктаторски режим уводи још строже облике цензуре, а у свој тој диктатури, најгоре је прошла штампа – регулативама строге цензуре, само су могли да излазе државни службени листови. Тек је у револуцији 1695. године, укинута државна цензура над штампом у Енглеској.
Одмах по укидању забрана објављивања из штампарија излази више стотина разних новинских издања са информацијама које развијају политички дух, подстичу грађанске слободе, а неријетко критикују режим и англиканску цркву. За највећег борца проти цензуре и контроле у енглеском новинарству тог времена, слови Џон Милтон који је својим чувеним говорима у Парламенту Енглеске покушао убиједити власт да ослободи штампу цензорске контроле. Међутим, упркос дотадашњој борби против цензуре, Милтон улази у Кромвелову власт и постаје цензор чиме почиње да врши оно против чега је у ранијим временима држао жестоке критичке говоре. Након укидања института превентивне цензуре (1695) почињу да се штампају и прве новине са сиљном групом потрошача: часописи за жене, таблоидна штампа...

## Цензура у модерном новинарству
Теоретичари и практичари модерног новинарства и медиологије су се одувијек спорили око штетности и корисности цензуре, односно разлога за и против ње. Браниоци цензуре као своје аргументе најчешће наводе сљедеће:
- Цензура за циљ има заштиту права и слобода других људи
- Спречава угрожавања јавног интереса (Закон о јавном информисању СФР Југославије из 1988)
- Очување безбједности државе, јавног реда и мира
- Блокирање непристојних и порнографских садржаја
- Забрана емитовања говора који шире мржњу и дискриминацију

Критичари цензуре тврде да је она механизам који центри моћи користе као начин да до широких маса дођу само оне информације које њима одговарају што се коси са свим моралним и етичким стандардима. Цензурисањем се ствара неинформисано или полуинформисано друштво које није способно да активно учествује у друштвеном животу заједнице.
Цензура у медијима данашњице највише је видљива у сљедећим формама:
- Притисци унутар медијских кућа најчешће од стране уредника који новинарима забрањују да извјештавају о одрећеним темама, скраћују им прилоге/текстове, намећу им теме, премјештају битне теме на неуочљиве новинске стране, дијелове веб странице или вријеме када су програми електронских емитера мање гледани
- Притисци оглашивача који због учешћа у финансијској структури медија очекују да добију благонаклон однос новинара те куће према њима и њиховим активностима
- Притисци власти и политичких елита су веома уочљиви у државама гдје је утицај државних и политичких органа у функционисању медија на високом нивоу (јавни сервиси)

## Аутоцензура
Свакодневни притисци на новинаре који су присиљени да задрже постојеће радно мјесто неријетко се заврше индоктринацијом и прихватањем наметнутих стандарда које изриче и прописује цензор (власник, уредник, директор, оглашивачи..). Тада добијамо новинара који ће сам да цензурише сопствени рад, чак и када то цензор од њега не тражи. У овом случају кажемо да се ради о новинарској аутоцензури. Новинар ипак мора да сачува независност у односу на оне за које ради и оне о којима извјештава. Због тога аутоцензуру треба схватити као опасну странпутицу професије и научити како је избјећи.

## Извори / Литература
1. Михаило Бјелица и Зоран Јефтовић – Историја новинарства, Мегатренд, Београд, 2006.
2. Зорица Томић – Комуникологија, Чигоја, Београд, 2003.
3. Дубравка Валић Недељковић – О новинарству и новинарима, Филозофски факултет Нови Сад, 2007.